# ビトリス県
ビトリス県（ビトリスけん、トルコ語: Bitlis ili、クルド語: Parêzgeha Bidlîsê、アルメニア語: Բաղեշի մարզ）は、トルコ、東アナトリア地方の県。県都はビトリス。ヴァン湖湖西にあり、北にムシュ、東にヴァン、南にスィイルト、西にバトマンの各県と接している。クルド人が主要民族になっている。

## 下位自治体
ビトリス県には7つの下位自治体がある。
- ビトリス（Bitlis）
- アディルジェヴァズ（Adilcevaz）
- アフラト（Ahlat）
- ギュロイマク（Güroymak）
- ヒザン（Hizan）
- ムトキ（Mutki）
- タトヴァン（Tatvan）